# Scott Beaumont
Scott Beaumont (2 de junio de 1978) es un deportista británico que compitió en ciclismo de montaña en la disciplina de campo a través para cuatro. Ganó dos medallas en el Campeonato Europeo de Ciclismo de Montaña, plata en 2006 y bronce en 2001.

## Palmarés internacional
| Campeonato Europeo | Campeonato Europeo   | Campeonato Europeo | Campeonato Europeo    |
| Año                | Lugar                | Medalla            | Competición           |
| ------------------ | -------------------- | ------------------ | --------------------- |
| 2001               | Livigno (Italia)     | Medalla de bronce  | Dual                  |
| 2006               | Stollberg (Alemania) | Medalla de plata   | Campo a través para 4 |